# كاتوكي (أيتوليا كي أكارنانيا)
كاتوكي (Κατοχή) هي مدينة في أيتوليا كي أكارنانيا في مقاطعة كينتريكي إلادا في اليونان.
يبلغ عدد سكانها حوالي 2738 نسمة.